# Castell de Montesquiu d'Albera

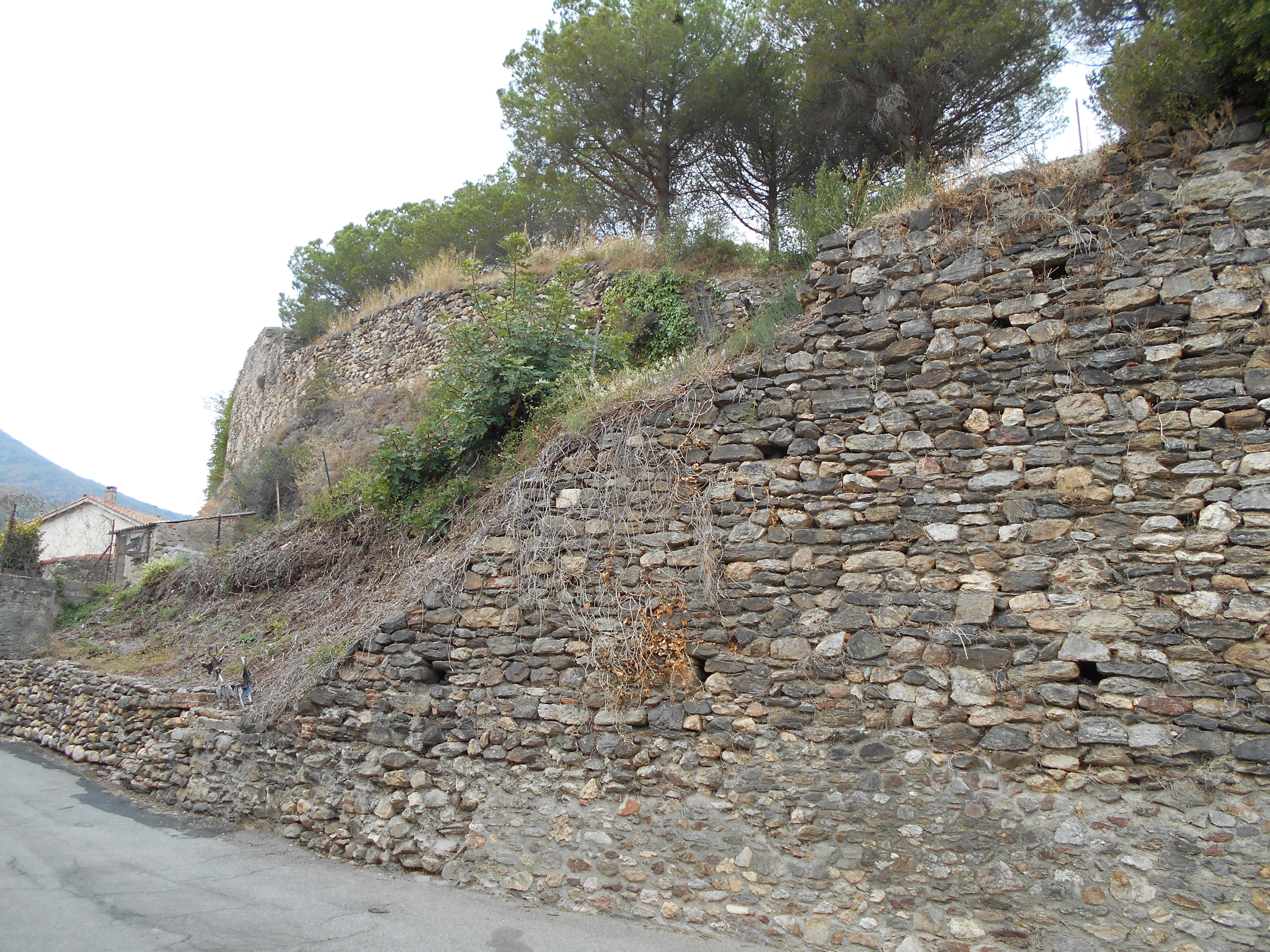
Restes molt desfetes del castell

El Castell de Montesquiu d'Albera és un castell medieval en ruïnes, situat en el poble de Montesquiu d'Albera, en el terme comunal del mateix nom, de la comarca del Rosselló, a la Catalunya del Nord.
És al centre del poble vell de Montesquiu, a llevant del nucli principal actual, dalt del turó que domina el poble.

## Història

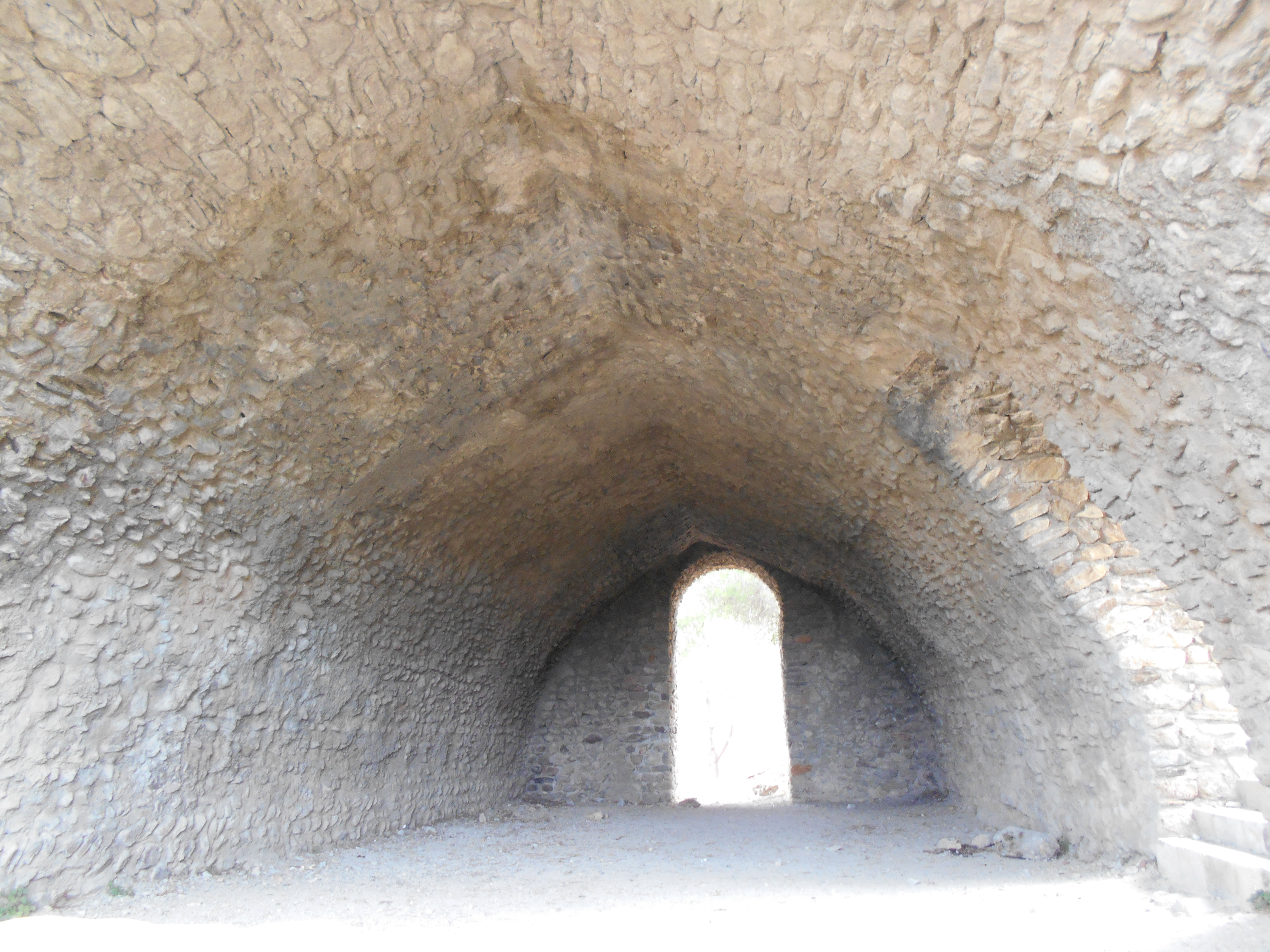
Sala del castell, l'element més ben conservat

El 10 d'abril del 1084, Guillem Bernat de Montesquiu, o de Sant Cristau (o Santcristau) prestava jurament de fidelitat al comte de Rosselló Guislabert II. El motiu del jurament era el castell o fortalesa construït dins la Vila Nova. Precisament el nom del poble era en aquell moment el de Vilanova del Mont, encara que comencen a aparèixer esments del nom de Montesquiu (Montesquivo), forma que es consolidava el segle xii.
Fins al XIV, els Montesquiu, o Sant Cristau, foren senyors del lloc i castell; més tard, la senyoria passà per diverses mans: infeudat a Ademar de Mosset el 1330 (el castell i el lloc anaren en mans reials en morir el darrer Montesquiu), en acabat fou del banquer de Perpinyà Bartomeu Garí, que havia prestat diners al rei mateix diverses vegades. El 1390 revé a Berenguer IV d'Oms, descendent per via materna d'Ademar de Mosset, i anà passant de generació en generació en aquesta família fins al 1682, quan unes sentències judicials anul·laren les transaccions anteriors. Aleshores passà a poder de Sylvestre de Bruelh, fill d'un mariscal de camp de Lluís XIV, i encara més endavant en possessió del marquès de Valencé, qui ho tenia a la fi de l'Antic Règim.

## L'edificació

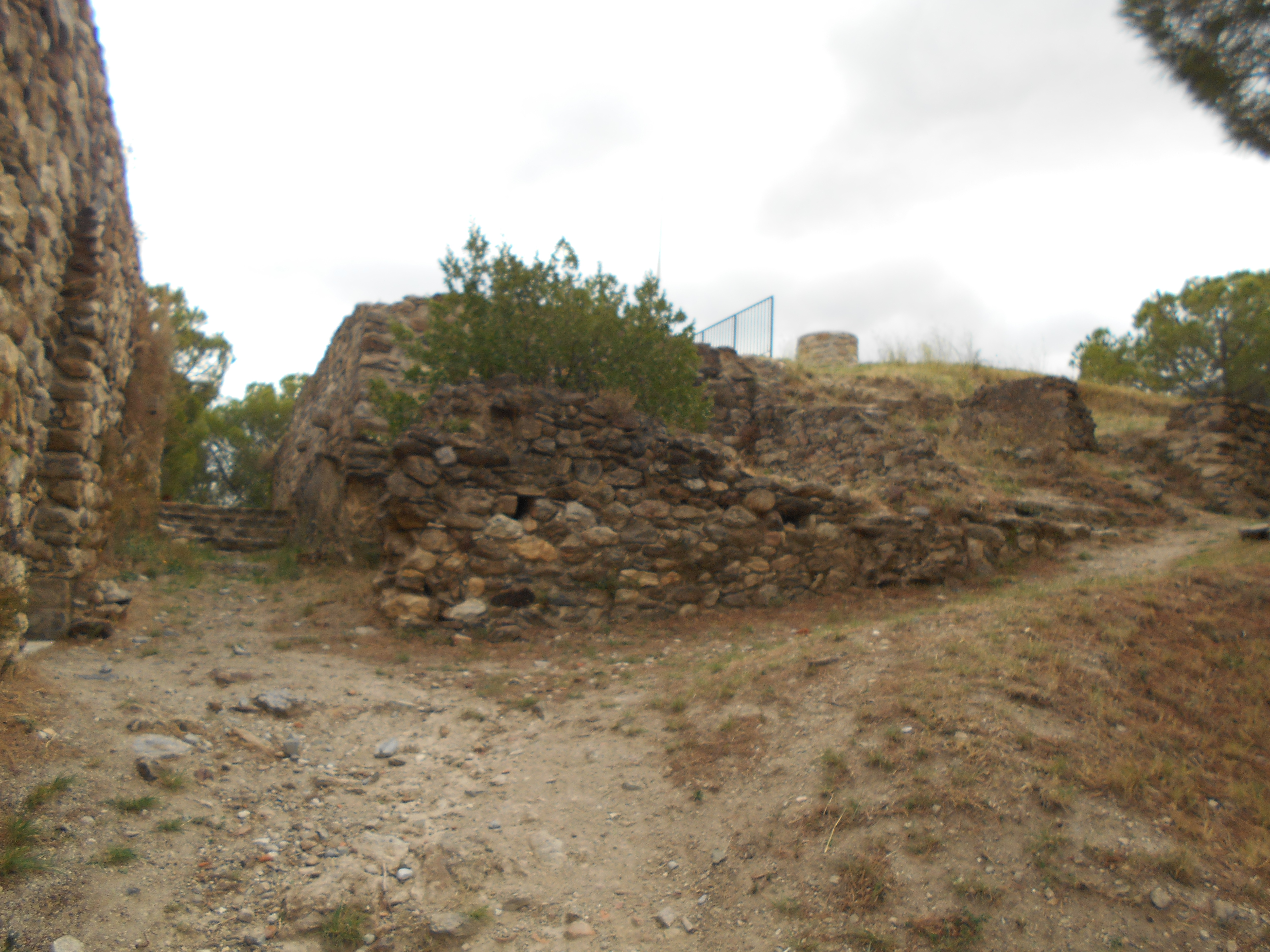
Més restes del castell

El Castell de Montesquiu era original de planta aproximadament circular, amb un diàmetre d'uns 70 m. El recinte fortificat era sense torres, amb l'entrada al sud-oest. Es conserven força fragments de les muralles d'aquest recinte, que arriben en alguns punts fins a 10 metres d'altura, sovint damunt d'un talús notable. Del castell instal·lat dins d'aquest recinte, en subsisteix una sala orientada de ponent a llevant, coberta amb volta de canó apuntat. A l'extrem de llevant hi ha una gran porta arcada de mig punt, amb els muntants molt afectats per actes vandàlics. Una altra porta semblant s'obre a migdia, però aquesta ha perdut del tot els paraments exteriors. Al sud d'aquesta sala s'obre un corredor, afectat per una explosió probablement esdevinguda en el segle xvii, que connectava la sala amb els habitacles del castell, pràcticament del tot arrasats actualment. S'hi havien observat cambres rectangulars de dimensions variables.
El conjunt del castell, que per dimensions devia ser un dels més importants del Rosselló, és datable al segle xi, si bé amb alguns elements posteriors. S'hi ha fet intervencions arqueològiques, que han permès de retrobar el paviment del castell.